# James Carlos Blake
Pour les articles homonymes, voir James Blake et Blake.
 (octobre 2019).
James Carlos Blake, né le 26 mai 1947 à Tampico, au Mexique et mort le 11 janvier 2025, est un écrivain naturalisé américain, auteur de romans policiers historiques.

## Biographie
James Carlos Blake est né dans une famille mexicaine ayant, trois générations auparavant, des ascendants américains, anglais et irlandais. Il descend de Roger Blake Wolfe, un pirate né à Londres en 1797 et contraint plus tard de fuir la loi en Amérique à Veracruz pour reprendre son activité. Il y est appréhendé, reconnu coupable et fusillé. Les Blake émigrent aux États-Unis et James Carlos est naturalisé américain. Son père, Carlos Blake Sebastian Hernandez, est un ingénieur civil ; sa mère, Maria Estrella Lozano Cano, la fille d'un éleveur de chevaux. Le jeune James Carlos reçoit son éducation primaire dans une institution scolaire du Texas et son éducation secondaire à Miami, en Floride. Après avoir servi dans l'armée américaine, il obtient un baccalauréat et une maîtrise de l'université du Sud de la Floride de Tampa, puis un diplôme en arts visuels de l'Université d'État de Bowling Green, en Ohio, où il décroche une bourse d'études. Il occupe divers petits métiers pendant et après ses études : il capture des serpents, est mécanicien pour Volkswagen, préposé à l'entretien d'une piscine dans une prison, puis devient professeur dans un collège. Il enseigne ensuite dans le milieu universitaire, notamment à l'Université de Floride du Sud et à l'Université d'État de Bowling Green avant d'abandonner cette carrière en 1997 pour se consacrer entièrement à l'écrire.
Il amorce sa carrière d'écrivain comme nouvelliste à la fin des années 1980. En 1995, il se lance dans le roman avec L’Homme aux pistolets (The Pistoleer), qui raconte la vie du hors-la-loi texan John Wesley Hardin. Ce premier récit aborde des thèmes récurrents de tout l'œuvre de James Carlos Blake : la violence, l'honneur, la morale et la question de la célébrité médiatique du proscrit. Depuis, Blake a publié dix autres romans, un recueil de nouvelles, ainsi que des essais et mémoires. Ses récits s'attachent surtout à narrer l’histoire de marginaux et de bandits célèbres ou inconnus du milieu du XIXe siècle à la fin des années 1930. Parmi les figures célèbres de l'histoire ainsi conviés, mentionnons William T. Anderson, John Ashley (bandit) (en), Stanley Ketchel et Pancho Villa.
En 1997, Crépuscule sanglant (In the Rogue Blood), son troisième roman, qui raconte les mésaventures de deux frères américains à l'époque de la guerre américano-mexicaine (1846-1848), remporte le prix Book for Fiction du Los Angeles Times.
La Loi des Wolfe (The Rules of Wolfe), paru en 2013, est son premier roman policier contemporain et fait partie d'une trilogie romanesque.

## Œuvre

### Romans

#### Saga de la famille Wolfe
- Country of the Bad Wolfes (2012)
- The Rules of Wolfe (2013) Publié en français sous le titre La Loi des Wolfe, traduit par Emmanuel Pailler, Paris, Éditions Payot & Rivages, coll. « Rivages-thriller », 2014, 188 p.  (ISBN 978-2-7436-2835-2) ; réédition, Paris, Rivages/Noir no 1040, 2017  (ISBN 978-2743639327)
- The House of Wolfe (2015) Publié en français sous le titre La Maison Wolfe, traduit par Emmanuel Pailler, Paris, Éditions Payot & Rivages, coll. « Rivages-thriller », 2017, 307 p.  (ISBN 978-2-7436-3927-3)
- The Ways of Wolfe (2017)
- The Bones of Wolfe (2020)

#### Autres romans
- The Pistoleer (1995) Publié en français sous le titre L’Homme aux pistolets, traduit par Danièle et Pierre Bondil, Paris, Éditions Payot & Rivages, coll. « Rivages-thriller », 2001, 475 p.  (ISBN 2-7436-0752-1) ; réédition, Paris, Rivages/Noir no 432, 2002  (ISBN 2-7436-0947-8)
- The Friends of Pancho Villa (1996) Publié en français sous le titre Les Amis de Pancho Villa, traduit par Georges Goldfayn, Paris, Éditions Payot & Rivages, coll. « Rivages-thriller », 1999, 254 p.  (ISBN 2-7436-0451-4) ; réédition, Paris, Rivages/Noir no 569, 2005  (ISBN 2-7436-1430-7)
- In the Rogue Blood (1997) Publié en français sous le titre Crépuscule sanglant, traduit par Laetitia Devaux, Paris, Éditions Payot & Rivages, coll. « Rivages-thriller », 2002, 365 p.  (ISBN 2-7436-0989-3) ; réédition, Paris, Rivages/Noir no 637, 2007  (ISBN 978-2-7436-1651-9) ; réédition, Paris, Gallmeister Totem n°137, 544 p.  (ISBN 978-2-35178-690-1)
- Red Grass River (1998) Publié en français sous le titre Red Grass River, traduit par Emmanuel Pailler, Paris, Éditions Payot & Rivages, coll. « Rivages-thriller », 2012, 413 p.  (ISBN 978-2-7436-2353-1); réédition, Paris, Rivages/Noir no 993, 2015  (ISBN 978-2-7436-3267-0)
- Wildwood Boys (2000)
- A World of Thieves (2002) Publié en français sous le titre Un monde de voleurs, traduit par Emmanuel Pailler, Paris, Éditions Payot & Rivages, coll. « Rivages-thriller », 2005, 258 p.  (ISBN 2-7436-1429-3) ; réédition, Paris, Rivages/Noir no 743, 2009  (ISBN 978-2-7436-1989-3)
- Under the Skin (2003) Publié en français sous le titre Dans la peau, traduit par Emmanuel Pailler, Paris, Éditions Payot & Rivages, coll. « Rivages-thriller », 2007, 233 p.  (ISBN 978-2-74361646-5)
- Handsome Harry: or the Gangster's True Confessions (2004) Publié en français sous le titre Handsome Harry, Confessions d'un gangster, traduit par Emmanuel Pailler, Paris, Éditions Gallmeister, Collection « Americana », 2019, 320 p.  (ISBN 978-2-35178-207-1) ; réédition, Paris, Gallmeister, Totem n°180, 336 p.  (ISBN 978-2-35178-785-4)
- The Killings of Stanley Ketchel (2005) Publié en français sous le titre Vies et morts de Stanlay Ketchel, traduit par Elie Robert-Nicoud, Paris, Éditions Gallmeister, Collection « Americana », 2020, 380 p.  (ISBN 978-2-35178-219-4) ; Première édition de 4000 exemplaires

### Recueil de nouvelles
- Borderlands (1999)

### Nouvelles
- Aliens in the Garden (1987)
- The House of Esperanza (1988)
- A Scotsman Dies in Mexico (1988)
- Soldadera (1990)
- Perdition Road (1991)
- Small Times (1991)
- I, Fierro (1991)
- The Sharks Below, (1992)
- Three Tales of the Revolution (1993)
- Under the Sierras (1993)
- Runaway Horses (1994)
- Referee (Summer, 1998)
- Texas Woman Blues (1999)
- Old Boys (2000)
- Calendar Girl (2000)
- La Vida Loca (2001)
- Miranda of Mazatlán (2013)

### Essais
- The Outsider (1998), mémoire autobiographique en forme d'essai
- Shortcut (2001)
- My Other Self (2013)

## Prix et distinctions
- Grand Prix du roman noir étranger du Festival de Beaune 2013[3] pour Red Grass River

## Œuvre adaptée en BD
- Les Amis de Pancho Villa, Paris/Bruxelles, Casterman, coll. « Rivages/Casterman/Noir », 2012
Scénario : James Carlos Blake, adaptation de Léonard Chemineau - Dessin : Léonard Chemineau - (ISBN 978-2-203-03457-0)

## Sources
- James R. Giles, Article sur James Carlos Blake" dans Twenty-First-Century American Novelists: Dictionary of Literary Biography, Détroit, Wanda H. Giles and James R. Giles, 2009